# Kaplińskie
Kaplińskie – część wsi Wylewa w Polsce położone w województwie podkarpackim, w powiecie przeworskim, w gminie Sieniawa, w sołectwie Wylewa
W latach 1975–1998 miejscowość położona była w województwie przemyskim.
Kaplińskie leżą na północ od Wylewy, przy lesie (drodze do Rudki) i obejmują 24 domy. 